# 冬の旅
『冬の旅』（ふゆのたび、Winterreise）作品89、D 911は、フランツ・シューベルトが1827年に作曲した連作歌曲集である。

## 解説
本作は1823年に作曲された『美しき水車小屋の娘』と同じく、ドイツの詩人ヴィルヘルム・ミュラーの詩集による。2部に分かれた24の歌曲からなる。『水車小屋』が徒弟修行としての「さすらい」をテーマにし、徒弟の若者の旅立ちから粉屋の娘との出会い、恋と失恋、そして自殺を描いた古典的な時代背景を元にした作品だったのに対し、『冬の旅』では若者は最初から失恋した状態にあり、詳しい状況は語られないが街を捨ててさすらいの旅を続けていくという内容であり、産業革命による都市への人口集中が始まったことで「社会からの疎外」という近代的意識を背景にしている。唯一の慰めである「死」を求めながらも旅を続ける若者の姿は現代を生きる人々にとっても強く訴えかけるものがあるとされ、一般に彼の3大歌曲集とされる当作品及び『美しき水車小屋の娘』、『白鳥の歌』の中でも、ひときわ人気が高い。
シューベルトの健康は、1823年に体調を崩し入院して以来、下降に向かっていた。友人たちとの交流や旅行は彼を喜ばせたが、体調は回復することはなく、経済状態も困窮のまま、性格も暗くなり、次第に死について考えるようになる（シューベルトには10代の頃から死をテーマにした作品があり、家族の多くの死を経験したことからも死についての意識は病気以前からあったと考えられている。マイアホーファーはシューベルトが『冬の旅』の詩を選んだことを『長い間の病気で彼にとっての冬が始まっていたのだ』と回想しているが、ディートリヒ・フィッシャー＝ディースカウはこれについて「原因と結果を混同している」と指摘している）。とりわけ、ベートーヴェンの死は、彼に大きな打撃を与えた。シューベルトがミュラーの『冬の旅』と出会ったのは、1827年2月のことであった。シューベルトは前半12曲を完成させ、友人たちに演奏したが、あまりの内容の暗さに彼らも驚愕したという。友人の一人であるフランツ・ショーバーが「菩提樹は気に入った」と口にするのが精一杯であった。シューベルトはこの12曲で作品を完成としたが、続編の存在を知った彼は再び作曲に取り掛かり、続編の後半12曲を10月に完成させる。第1部は1828年1月に出版。第2部は彼の死後の12月に出版された。
全体的に暗く絶望的な雰囲気に包まれた音楽（全24曲の内16曲が短調で書かれている）の中で時に長調の部分が現れるが、それは幻想かイロニーに過ぎず、全24曲を通して甘い感傷に陥ることが無い。ディートリヒ・フィッシャー＝ディースカウは「演奏家はリーダーアーベント（歌曲の夕べ）に審議的喜びだけを期待する聴衆に配慮せず、この曲が正しく演奏された時に呼び起こす凍り付くような印象を与えることを怖れてはいけない」と語っている。

## 演奏時間
約1時間15分。

## 各曲の解説
詩の順序は、ミュラーの原作とは異なっている。その理由は以下の経緯による。
1. 1823年、ミュラーは12編の連作詩を「冬の旅」として同年発行のポケット年鑑「ウラーニア」で発表した。
2. 1824年、ミュラーは「ウラーニア」で発表した「冬の旅」に12編を書き足したうえで、既存の12編と書き足した12編の各編の順序を入れ替え、最終的に全24編としてまとめ、「遍歴ホルン吹きの遺稿詩集[3]」（全2巻／ヴィルヘルム・ミュラー編）に収めて出版した。
3. 1826年暮れから1827年のはじめ頃、シューベルトは友人ショーバーの家で「ウラーニア」で発表された「冬の旅」だけを知った。
4. 1827年2月、シューベルトは「ウラーニア」に掲載された「冬の旅」12編への作曲を開始し、数週間で完成させた。
5. 1827年の秋、シューベルトは「遍歴ホルン吹きの遺稿詩集全2巻／ヴィルヘルム・ミュラー編」に収められた全24編の「冬の旅」を知った。順序の並べ替えは、作曲済みの12編にも及んでいた。
6. 1827年9月30日、ミュラー没。
7. 1827年10月、シューベルトは、「遍歴ホルン吹きの遺稿詩集」で書き足された12編への作曲を開始した。何らかの理由（※）により、作曲済みの12編は第1部としてそのまま据え置き、書き足された12編を独自の考えで並べ替えた。（※すなわち、はじめから意図していたのか、仕方なくミュラーに追従したのかである。経緯から後者のように思われるが、これに関する資料は未確認である。）
8. 1828年1月、「ウラーニア」の12編にもとづく「冬の旅」第1部が出版された。
9. 1828年の秋、「遍歴ホルン吹きの遺稿詩集」で書き足された12編にもとづく「冬の旅」第2部の校正刷りが出た。
10. 1828年11月19日、シューベルト没。
11. 1828年12月30日、「遍歴ホルン吹きの遺稿詩集」で書き足された12編にもとづく「冬の旅」第2部が出版。

以下の題名に併記した括弧付き番号は、その題の詩が原作の何番目にあるのかを示している。第1部と第2部は、通して演奏される。

### 第1部 Erste Abteilung

#### 1. おやすみ Gute Nacht
冬の夜、失恋した若者は、恋人の住んでいる町から去っていく。若者は恋人とすごした春の回想にふけるが、今は冷たい雪に覆われた冬。若者は自分がただのよそ者であると感じ、あてもない旅に出ようとする。恋人の家の扉に「おやすみ」と書き残し、旅に出る。
「冬の旅」全曲の序曲ともいうべき曲。この若者が出ていくのは、恋人の住んでいる家からなのか、恋人が住んでいる家の前を通った時に「おやすみ」と記したのか、という点について、評論家の梅津時比古は、通りかかった時では長調に転調してからの「君の眠りを妨げないように／そっと、そっと扉を閉めよう」の意味がわからなくなるため、恋人の住む家から出ていく、と解釈している。

#### 2. 風見の旗 Die Wetterfahne
恋人の家の風見の旗が揺れている。風に翻る旗に恋人の嘲笑が重なり、全ての破局の原因は恋人の不実に満ちた裏切りにあったことに今更ながら気付く。

#### 3. 凍った涙 Gefrorne Tränen
涙が頬を伝わり、自分が泣いていることに気づき、心情を歌う。

#### 4. 氷結 Erstarrung
泣きながら恋人への思いを爆発させる。涙で冬の冷たい氷を全て溶かしたいと歌う。この歌曲集で最も歌詞の繰り返しが多く、繰り返しの構造の中で一つの詩節が次の詩節と融合してクライマックスと向かっていく様を、ジェラルド・ムーアは著書の中で「建築の奇跡」と呼んだ。

#### 5. 菩提樹 Der Lindenbaum
菩提樹の前を通り過ぎる。かつて若者はこの木陰でいつも甘い思い出にふけっていた。枝の不気味なざわつきが、若者を誘う。場所を離れ何時間経ってもまだざわつきが耳から離れない。
本歌曲集のみならず、シューベルトの歌曲の中でも特に有名なものであり、ホ長調の甘い旋律は自治体の放送にも使われる。
イギリスのシューベルト研究家であるリチャード・キャペルは、「ほとんど歌えないほど美しい」と述べている。

#### 6. 溢れる涙（7） Wasserflut
自分の涙が雪に落ちて雪と小川に流れていったら、自分の思いのように恋人の家まで届いてゆくだろうと歌う。
右手の3連符と左手の付点音符のリズムを一致させるべきか否かについて、ドイツのベーレンライター原典版の注釈には、一致させるべき、とあるが、一致させずに演奏する演奏者も少なくない。ジェラルド・ムーアは著書の中でデスモンド・ショウ＝テイラーの「遅れがちな16分音符は旅人の疲れた重たい足取りを象徴している」との指摘を引用しており、本人も譜面通りに一致させずに弾くべきと主張している。

#### 7. 川の上で（8） Auf dem Flusse
凍った小川に、恋人の名前と出会った日付と別れた日付を刻む。孤独な作業をしながらも、この川の下を激しく流れる水のように、自分の心は燃えている。

#### 8. 回想（9） Rückblick
何かに追われるように、町から逃げていく。しかし、しばらくすると恋人への感情が湧き、町へ戻りたい思いにかられる。

#### 9. 鬼火（18） Irrlicht
原題の "Irrlicht" の直訳は「狂った火」。鬼火に誘われ若者は歩いていこうとする。喜びも悲しみも、鬼火のようにはかないものだと想う。詩の内容は鬼火自体よりも、むしろそれを追って辿り着いた岩に囲まれた深い渓谷に旅人が不安を抱くこと無く、「道に迷うことに慣れた」様子を語っている。この曲から、具体的な失恋につながる描写は極端に少なくなり、主人公に狂気が漂い始める。:

#### 10. 休息（19） Rast
小屋で休息を取る。しかし体の痛みは消えず、さすらいが自分にとって安らぎなのだと気づく。

#### 11. 春の夢（21） Frühlingstraum
美しい花に彩られた春の夢を見る。しかし目が覚め、冷たい現実に引き戻されると、旅人は絶望的な思いで嘆く。
「冬の旅」全曲中、「菩提樹」に次いで有名な曲。楽しげな春の夢は、雄鶏の時を作る声で遮断される。この、雄鶏の時を作る声の描写が3度あることから、梅津時比古は、聖書の「ペテロの否認」の場面との関連を指摘している。

#### 12. 孤独（22） Einsamkeit
嵐が去り、明るい日差しの中で旅人はむしろ穏やかで光り輝く世界から自分がのけ者にされていることを自覚する。

### 第2部 Zweite Abteilung

#### 13. 郵便馬車（6） Die Post
町の通りから、郵便馬車のラッパが聞こえてくる。恋人からの手紙などあるはずがないのに、なぜ心が興奮するのだ、と自問する。

#### 14. 霜おく頭（10） Der greise Kopf
霜が自分の頭にかかり、頭が白くなる。老人になり死が近くなったようだと喜ぶ。しかし霜は溶けて、死まではなんと遠いのだろうと嘆く。
この曲の特徴である長い上行と下行の流れについて、ジェラルド･ムーアは著書の中で最後のフレーズ（「夕焼けから夜明けまでにたくさんの人が白髪になった」）に答えがあると主張、「長い、痛みのうずく緊張が意味するものは、哀れな友が耐えている不断の苦悩、果てしない夜の特徴であることがそこで分かる」と指摘している。

#### 15. 烏（11） Die Krähe
不気味な烏が町からついてくる。もう僕の死は遠くないだろう、いっそ墓までついて来い、とほのめかす。
シューベルトの伴奏の上声では例外的なこの曲の高音域の使用について、ジェラルド･ムーアは著書の中で「彼の慈愛のピアノの音が歌と溶け合う時、望んだような音質が欠けていた嫌な音だった」可能性を指摘し、その理由のためにこの曲の凄惨なムードを高めるために敢えて使用されたと説明を試みている。

#### 16. 最後の希望（12） Letzte Hoffnung
枝にわずかにぶらさがっている枯葉を、自分の希望にたとえる。しかし枯葉は飛ばされ、希望はついえた。

#### 17. 村にて（13） Im Dorfe
夜明けに村にたどり着く。人々は心地よい眠りにつき、聞こえるのは犬の遠吠えと鎖の音。自分にはもう希望もなく、この人々とは違うのだ、と孤独を感じて終わってしまう。
中間部で、ジョヴァンニ・パイジエッロのオペラ『美しき水車小屋の娘』（La bella Morinala）のアリア「もはや私の心には感じない（うつろな心）」（Nel cor più non mi sento）が引用されている。この引用については、オペラの分野で成功しなかったシューベルトの皮肉、あるいはビーダーマイヤー期の、小市民的なウィーン人の生き方への揶揄など、様々な説がある。

#### 18. 嵐の朝（14） Der stürmische Morgen
激しい嵐に自分のすさんだ心を感じ、激しく歌う。
全曲中、最も短い曲で、多くの録音では1分もかかっていない。

#### 19. まぼろし（15） Täuschung
若者をまぼろしが襲う。光が楽しく踊っている。もはやこのまぼろしが自分の安らぎなのだと歌う。

#### 20. 道しるべ（16） Der Wegweiser
町へ続く道しるべを見つけるが、それを避け人の通らない道を行こうとする。若者は死を目指している。
詩の最後に出てくる "Die noch keiner ging zurück." （「誰も帰ってきたことのない道」の意）とは、墓場へ通ずる道のこと。ジェラルド・ムーアは著書の中で、この曲の前奏の「歩み」が第5小節の主和音で阻まれる問題点を指摘、シューベルトに対する「不敬罪」ではあるが、と断りを入れた上で第5小節を削除する提案を行っている。

#### 21. 宿屋（17） Das Wirtshaus
若者は墓場にたどり着く。安らかに眠る死者と出会い、自分も死を願うが死ぬことはできない。墓場からも拒否された旅人は旅杖を手にさらに旅を続ける決心をする。この曲の後奏部にシューベルトはデュナーミクの指示を書いておらず、伝統的にデクレッシェンドが行われてきたが、近年は逆にクレッシェンドをかけて次の曲に繋げる演奏家もいる。
ジェラルド・ムーアは著書の中で「メンデルスゾーンが作ったものと言われても不思議では無い、伝統的な性格を備えた、この歌曲集で最も目立たない曲。しかし心の底を揺さぶられるような歌である」と評している。

#### 22. 勇気（23） Mut
自然の力を前に最後の力を振り絞り、力強く生きる勇気を出そうとする。ジェラルド・ムーアがこの曲の激しさと快活さを「主人公の途方も無い元気」の証として捉えていたように、以前はこの詩が文字通りの意味で解釈されていたが、近年はしかし繰り返される転調がもはや壊れた心と叫びのむなしさを表しているという解釈が生まれ、表題も『から元気』と訳されるケースが出てきている。

#### 23. 幻の太陽（20） Die Nebensonnen
若者には3つの太陽が見える。そのうち2つは沈んでしまったと歌う。原題の "Nebensonnen" は日本で「幻日」と呼ばれる自然現象のことで、左右両側に幻日が現れると、太陽は3つとなる。しかし、気象条件が変化すると左右2つの幻日は消えてしまう。ただし、ジェラルド・ムーアが著書の中で想定しているとおり、自然現象よりも「比喩」としての意味が大きい。音楽学者 A. H. フォックス・ストラングウェイズは「3つの太陽によって『誠実、希望、生命』が表され、その内の二つである誠実と希望が消え、旅人はもはや生命も失っていいと考えている」と説明している。
邦題は『3つの太陽』や『幻日』と訳されることもある。

#### 24. 辻音楽師 Der Leiermann
『ライアー回し』と訳されることも多い。村はずれで1人の年老いた辻音楽師と出会う。虚ろな眼で、ライアー（ハーディ・ガーディ）（手回しオルガン）を凍える指で懸命に回している。聴く者もなく、銭入れの皿も空のまま。しかし周りに関心を示さず、ただ自分ができることを、いつまでも続けている。若者は自分と同じく世界の全てに拒絶されるという境遇に置かれた孤独な人間と出会い、僅かな希望を見出す。『老人よ、お前についていこうか、僕の歌に合わせてライアーを回してくれるかい？』という問いかけで全曲を閉じる。
全曲を通じて空虚五度が、オスティナートとして一貫して演奏される伴奏はライアーの描写であり、レツィタティーフの様式の歌は旅人の独り言である。ディートリヒ・フィッシャー＝ディースカウは、「語らないことによって多くを語る音楽である」と解説している。またフィッシャー＝ディースカウはこれに関連して、「これに類似する音楽は、世界中を探しても、恐らく日本の能楽以外にはないのではないか」と述べている。ジェラルド・ムーアは「この曲の偉大さを認めながらもその理由を説明することができないという点において奇跡であり、シューベルトの魔術の最高例」と評している。リチャード・カペルは「何度考えても、最後の歌がこのようなものであろうとは誰も考えなかったであろう」と語っている。
ジェラルド･ムーアは最後のフレーズに続く伴奏の  の指示（第58小節）について「認めがたく、不適切であり、程度が増せばますほど嘆かわしい」と述べている。ブラームスは作品113の『13のカノン』第13曲「もの憂い恋のうらみ（Einförmig ist der Liebe Gram）」（作詞：リュッケルト）にこの曲のメロディを使っている。

## 移調譜
| 歌                               | 自筆譜            | ペータース版 | ペータース版 | ペータース版        | シャーマー版 |
| -------------------------------- | ----------------- | ------------ | ------------ | ------------------- | ------------ |
| 歌                               | 自筆譜            | 中声         | 低声         | Tiefer Alt oder Baß | 低声         |
| 1. おやすみ Gute Nacht           | ニ短調            | ハ短調       | 変ロ短調     | イ短調              | ハ短調       |
| 2. 風見の旗 Die Wetterfahne      | イ短調            | ト短調       | ヘ短調       | 変ロ短調            | ヘ短調       |
| 3. 凍った涙 Gefror'ne Thränen    | ヘ短調            | ニ短調       | ニ短調       | ロ短調              | ニ短調       |
| 4. 氷結 Erstarrung               | ハ短調            | イ短調       | ト短調       | ト短調              | イ短調       |
| 5. 菩提樹 Der Lindenbaum         | ホ長調            | ホ長調       | ニ長調       | ハ長調              | ホ長調       |
| 6. 溢れる涙 Wasserfluth          | 嬰ヘ短調 → ホ短調 | ニ短調       | ハ短調       | ロ短調              | 嬰ハ短調     |
| 7. 川の上で Auf dem Flusse       | ホ短調            | ニ短調       | ハ短調       | イ短調              | ハ短調       |
| 8. 回想 Rückblick                | ト短調            | ヘ短調       | 変ホ短調     | ニ短調              | ホ短調       |
| 9. 鬼火 Irrlicht                 | ロ短調            | イ短調       | ト短調       | ヘ短調              | ト短調       |
| 10. 休息 Rast                    | ニ短調 → ハ短調   | ロ短調       | イ短調       | ト短調              | イ短調       |
| 11. 春の夢 Frühlingstraum        | イ長調            | ト長調       | ヘ長調       | ヘ長調              | ト長調       |
| 12. 孤独 Einsamkeit              | ニ短調 → 変ロ短調 | ロ短調       | イ短調       | ト短調              | 変ロ短調     |
| 13. 郵便馬車 Die Post            | 変ホ長調          | ハ長調       | 変ロ長調     | ト長調              | 変ロ長調     |
| 14. 霜おく頭 Der greise Kopf     | ハ短調            | ロ短調       | イ短調       | イ短調              | ハ短調       |
| 15. 烏 Die Krähe                 | ハ短調            | ロ短調       | イ短調       | ト短調              | 変ロ短調     |
| 16. 最後の希望 Letzte Hoffnung   | 変ホ長調          | ニ長調       | ハ長調       | ロ長調              | ニ長調       |
| 17. 村にて Im Dorfe              | ニ長調            | ニ長調       | ハ長調       | ロ長調              | ニ長調       |
| 18. 嵐の朝 Der stürmische Morgen | ニ短調            | ニ短調       | ハ短調       | 変ロ短調            | ニ短調       |
| 19. まぼろし Täuschung           | イ長調            | イ長調       | ト長調       | ト長調              | イ長調       |
| 20. 道しるべ Der Wegweiser       | ト短調            | ヘ短調       | 変ホ短調     | ニ短調              | ホ短調       |
| 21. 宿屋 Das Wirthshaus          | ヘ長調            | ヘ長調       | 変ホ長調     | ニ長調              | ヘ長調       |
| 22. 勇気 Mut                     | イ短調            | 嬰ヘ短調     | へ短調       | ニ短調              | へ短調       |
| 23. 幻の太陽 Die Nebensonnen     | イ長調            | ト長調       | ヘ長調       | ヘ長調              | イ長調       |
| 24. 辻音楽師 Der Leierman        | ロ短調 → イ短調   | ト短調       | ヘ短調       | ヘ短調              | ト短調       |

## 代表的な録音
この曲は録音が非常に多く、多くが男声で歌われる。代表的なものとしてはバリトンのディートリヒ・フィッシャー＝ディースカウと、バス・バリトンのハンス・ホッターによるものが挙げられる。前者は7回にわたって録音を残していて、技巧的な歌唱が特徴。後者は素朴で叙情的な歌唱で、1954年の録音（伴奏：ジェラルド・ムーア）が高く評価されることが多い。
また、SP時代のものではバリトンのゲルハルト・ヒュッシュ（伴奏：ハンス・ウド＝ミュラー）のものが名盤とされている。
数少ない女声の録音の中では、メッゾ・ソプラノのクリスタ・ルートヴィヒやブリギッテ・ファスベンダー、アルトのナタリー・シュトゥッツマンによるものなどが高い評価を受けている。
ミュージシャンのスティングが、『辻音楽師』を自分で英訳して歌っている（"Hurdy Gurdy Man"）。
1992年には、作詞家の松本隆が現代日本語訳をつけたものBMGビクターよりリリースされている（テノール：五郎部俊朗、ピアノ：岡田知子）。その後2015年に学研パブリッシングよりCDブック化された（テノール：鈴木准、ピアノ：三ツ石潤司、ブックレット写真：竹内敏信）。